# Crash Bash
Crash Bash (w Japonii wydana jako Crash Bandicoot Carnival (jap. クラッシュ・バンディクー カーニバル Kurasshu Bandikū Kānibaru)) — gra party stworzona przez Eurocom wydana na platformę PlayStation w Stanach Zjednoczonych 6 listopada 2000.

## Rozgrywka
Gra toczy się w pięciopoziomowym pomieszczeniu, w którym każdy poziom zawiera różną liczbę czteroosobowych minigier i walkę z bossem. W minigrach można konkurować ze sztuczną inteligencją lub innymi graczami. Za wygranie minigry gracz może otrzymać trofea, klejnoty, kryształy lub relikty. Po zebraniu odpowiedniej ilości przedmiotów, gracz może stanąć do pojedynku z bossem. Gdy boss zostanie pokonany, gracz uzyskuje dostęp do następnego poziomu. Gra zostaje wygrana, gdy wszyscy czterej bossowie zostaną pokonani. Gracz może podczas gry kierować następującymi postaciami: Crash, Coco, Tiny, Dingodile, Cortex, Brio, Kong oraz Rilla Roo.
Każda z 28 minigier może zostać przyporządkowana do jednej z siedmiu kategorii, bazując na celu gier. Każda kategoria zawiera cztery poziomy. Pierwszy poziom zawiera gry z czterech pierwszych kategorii, uznanych przez twórców za najłatwiejsze. Każdy nowy poziom umożliwia dostęp do kolejnej kategorii gier, co pozwoli na czwartym poziomie grać we wszystkie ich kategorie. Grę można rozgrywać w trybie normalnym i w trybie turnieju, w którym walczy się o określoną liczbę trofeów w konkretnej kategorii minigier.
"Ballistix" to tryb gry podobny do Pong, w którym gracze znajdują się na kwadratowym polu z czterema bramkami, odpowiadającymi każdemu graczowi. Gracze muszą odbijać piłki lecące w stronę ich bramek. Gracze zaczynają z określoną liczbą punktów i tracą punkty za każdą przepuszczoną piłkę. Gdy gracz straci wszystkie punkty, jest eliminowany z dalszej gry, a jego bramka zostaje odgrodzona. Zwycięzcą zostaje osoba, która utrzyma się na polu jako ostatnia.
"Polar Push" to tryb, w którym gracze ujeżdżają misie polarne na lodowej arenie. Celem gry jest zepchnięcie przeciwników z areny w określonym czasie i pozostanie ostatnim, który się utrzyma. W tym trybie różne power-upy pozwalają graczom na zatrzymanie, zwiększenie, zmniejszenie lub nawet natychmiastowe wyrzucenie z gry przeciwników.
"Pogo Pandemonium" jest rozgrywany na polu 8x8. Gracze poruszają się po polach i oznaczają je kolorami odpowiednimi dla swojej postaci. Jedno z pól natomiast używane jest do zamiany zaznaczonej ilości innych pól na punkty. Gracz z największa liczbą zdobytych punktów w określonym czasie wygrywa.
"Crate Crush" jest rozgrywany na otwartym polu, na którym gracze rzucają w siebie skrzyniami (zwykłymi, z trotylem lub nitrogliceryną). Postacie zaczynają grę z określoną liczbą punktów życia i mogą obracać, kopać lub rzucać skrzynie w przeciwników. Gdy postać gracza utraci wszystkie punkty życia, zostaje wyeliminowana z gry. Ostatni pozostały gracz zwycięża.
"Tank Wars" są rozgrywane na polach o zmiennych wymiarach, zależnych od wybranego poziomu. Gracze rozpoczynają z określoną liczbą punktów życia i mogą strzelać i podkładać miny. Gdy postać gracza utraci wszystkie punkty życia, zostaje wyeliminowana z gry. Ostatni pozostały gracz zwycięża.
"Crash Dash" umieszcza graczy w wyścigu na torze zamkniętym. Dopalacze turbo można otrzymać w postaci owoców Wumpa i pocisków rakietowych.
Medieval Mayhem – tryb, w którym konkurencje różnią się od siebie. Wszystkie z nich rozgrywane są w czasach średniowiecza. Każda polega na zebraniu jak największej liczby punktów (jednakże w różny sposób).

## Postacie
Postaciami dostępnymi dla gracza są: Crash, Fake Crash (w japońskiej wersji dostępny po zastosowaniu specjalnego kodu), Coco, Cortex, N. Brio, Tiny, Koala Kong, Dingodile i nowa postać nazwana Rilla Roo, która jest hybrydą goryla i kangura. Postacie podzielone są na cztery kategorie, co daje im różne umiejętności w różnych kategoriach minigier. Bossami w grze są z kolei: Papu Papu, The Komodo Brothers (Komodo Bros.), Nitros Oxide i the Bearminator.

## Bossowie
Papu Papu – jest on osłonięty ogniową zaporą. Gdy uderzy w ziemię, zaczynają się obracać platformy, których gracz musi uniknąć. Następnie pojawiają się fałszywe Crashe, które trzeba pokonać. Po pokonaniu przez gracza wszystkich potworów, Papu zdejmuje osłonę, a wówczas gracz może zaatakować go drewnianą skrzynią. Czynność tę należy powtórzyć trzykrotnie.
Bearminator – pływa on łodzią podwodną, z której wystrzeliwuje mechaniczne pieski. Gracz musi zrzucić je do wody. Wówczas ukazuje mu się rakieta, której musi użyć, by ostrzelać Bearminatora (uważając przy tym, by omyłkowo nie wycelować w łódź). Następnie Bearminator wystrzeliwuje bombę, aby pomniejszyć dostępne dla gracza pole poruszania się. Opisane czynności trzeba powtórzyć trzykrotnie.
Komodo Bros – Joe i Moe siadają za sterami działa, które jest podzielone na 3 "piętra". Najpierw bracia Komodo ostrzeliwują gracza kolczastymi kulami z trzech minidział. Należy je zniszczyć przy użyciu bomb. Następnie wystrzeliwują specjalne pociski, przypominające promienie laserowe. Dodatkowo znajdują się tam również 4 działa, które także należy zniszczyć za pomocą bomb. Na koniec pojawiają się dwie wyrzutnie rakietowe, które gracz musi zlikwidować. Gdy to uczyni, bracia Komodo opuszczają mechaniczny pojazd i stają do otwartej rywalizacji w czołgach. Wówczas wystarczy atakować ich rakietami, aż utracą resztę punktów życia.
Nitrous Oxide – początkowo gracz staje do wyścigu z Oxidem w poduszkowcu. Rozgrywka nie polega jednak na jak najszybszym dotarciu do celu – ważne jest samo przetrwanie rajdu. Należy uważać na przeszkody, omijać je lub ewentualnie niszczyć promieniami. Po drodze Oxide dodatkowo wyrzuca skrzynie NITRO.
Gdy graczowi uda się ominąć wszystkie przeszkody, dociera on do specjalnie przygotowanej planszy z piłkami. Tam, przy ich użyciu, dochodzi do starcia z Oxidem (po utracie bramki gracz traci kilka punktów życia). Osoba, która utraci więcej bramek – przegrywa. Należy jednak być ostrożnym i uważać na czerwone piłki (których dotknięcie skutkuje utratą punktów życia) oraz ostrzeliwujące gracza wyrzutnie rakietowe.
Źródło: Crash Bandicoot Island

## Tworzenie gry
Muzykę do gry skomponował Steve Duckworth. Ścieżka dźwiękowa z gry dostępna jest jedynie w Japonii. Płyta zawiera cztery wersje piosenki Crash Bandicoot, które były podkładem dla reklam gry w Japonii oraz remix tematu muzycznego Crash Bash.
Japońska wersja gry różni się od amerykańskiej pod kilkoma względami. Postacią możliwą do odblokowania jest Fake Crash (chociaż nie jest możliwa gra nim w trybie przygodowym), a głosy postaci (z wyjątkiem Koala Konga) zostały nagrane w języku japońskim. W samej grze dostępne są również różne wideo bonusowe.